# 北朝鮮労働党
北朝鮮労働党（きたちょうせんろうどうとう）は、かつて朝鮮北部に存在した社会主義政党。1946年8月、ソビエト連邦軍の軍政下の平壌で結成された。現在の北朝鮮の執権政党である朝鮮労働党の前身のひとつ。

## 沿革
北朝鮮労働党は、北朝鮮共産党（朝鮮共産党北部朝鮮分局が46年5月に改称）と朝鮮新民党（「延安派」の社会主義者による政党）が合同して成立した。創立大会（第1回党大会） (ko:북조선로동당 제1차당대회) は1946年8月28日から8月30日にかけて開催され、委員長には金枓奉（元：新民党委員長、延安派）、副委員長には金日成（北朝鮮共産党責任秘書、北朝鮮臨時人民委員会委員長、満州派）と朱寧河（国内派）が就任した。
金枓奉は南朝鮮労働党との合同（1949年6月）まで委員長を務めたが、実権はソ連占領軍の後援を受けた副委員長の金日成（北朝鮮臨時人民委員会委員長→1947年2月、北朝鮮人民委員会委員長）にあった。
1948年3月には第2回党大会 (ko:북조선로동당 제2차당대회) が開催された。
1948年9月9日、朝鮮民主主義人民共和国の建国により、北朝鮮労働党はその指導政党となった。
1949年6月30日、南朝鮮労働党と合併し、朝鮮労働党となる。事実上、北労党による南労党の吸収である。朝鮮労働党大会の回次は北朝鮮労働党大会の回次を継承しており、朝鮮労働党として最初に開いた党大会（1950年）は「第3回党大会」 (ko:조선로동당 제3차당대회) となっている。